# Saint-Pierremont (Vosges)
Pour les articles homonymes, voir Saint-Pierremont.
Saint-Pierremont est une commune française située dans le département des Vosges en région Grand Est.

## Géographie

### Localisation
Saint-Pierremont est un petit village situé à la limite nord des Vosges, à 12 km de Rambervillers, 15 km de Baccarat, 24 km de Lunéville et 37 km d’Épinal. Il est bordé au sud par la Belvitte, proche de sa confluence avec la Mortagne.
Il existe deux autres communes homonymes :
- Saint-Pierremont commune de 43 habitants située à environ 300 km au nord-ouest près de Vervins dans le département de l'Aisne
- Saint-Pierremont qui compte 73 habitants située à 200 km au nord-ouest près de Vouziers dans le département des Ardennes

### Géologie et relief
La commune se compose de 18,17 hectares de territoires artificialisés (3,29 %), 426,34 hectares de territoires agricoles (77,10 %) et 108,75 hectares de forêts et milieux semi-naturels (19,67 %).
Espaces naturels :
Une zone naturelle d'intérêt écologique, faunistique et floristique (Znieff) :  Bois du Feing à Magnières
|                              | Moyen Meurthe-et-Moselle |          |
| Magnières Meurthe-et-Moselle | Saint-Pirremont          | Domptail |
|                              | Xaffevillers             |          |

### Hydrographie et les eaux souterraines
Hydrogéologie et climatologie : Système d’information pour la gestion des eaux souterraines du bassin Rhin-Meuse :
Territoire communal : Occupation du sol (Corinne Land Cover); Cours d'eau (BD Carthage),
Géologie : Carte géologique; Coupes géologiques et techniques,
 Hydrogéologie : Masses d'eau souterraine; BD Lisa; Cartes piézométriques.
La commune est située dans le bassin versant du Rhin au sein du bassin Rhin-Meuse. Elle est drainée par le ruisseau de Belvitte, le ruisseau de Prelle, le ruisseau de Viller, le ruisseau du Mortier et le ruisseau du Rayeux,.
Le Belvitte, d'une longueur totale de 19 km, prend sa source dans la commune de Sainte-Barbe et se jette dans la Mortagne à Magnières, après avoir traversé neuf communes.

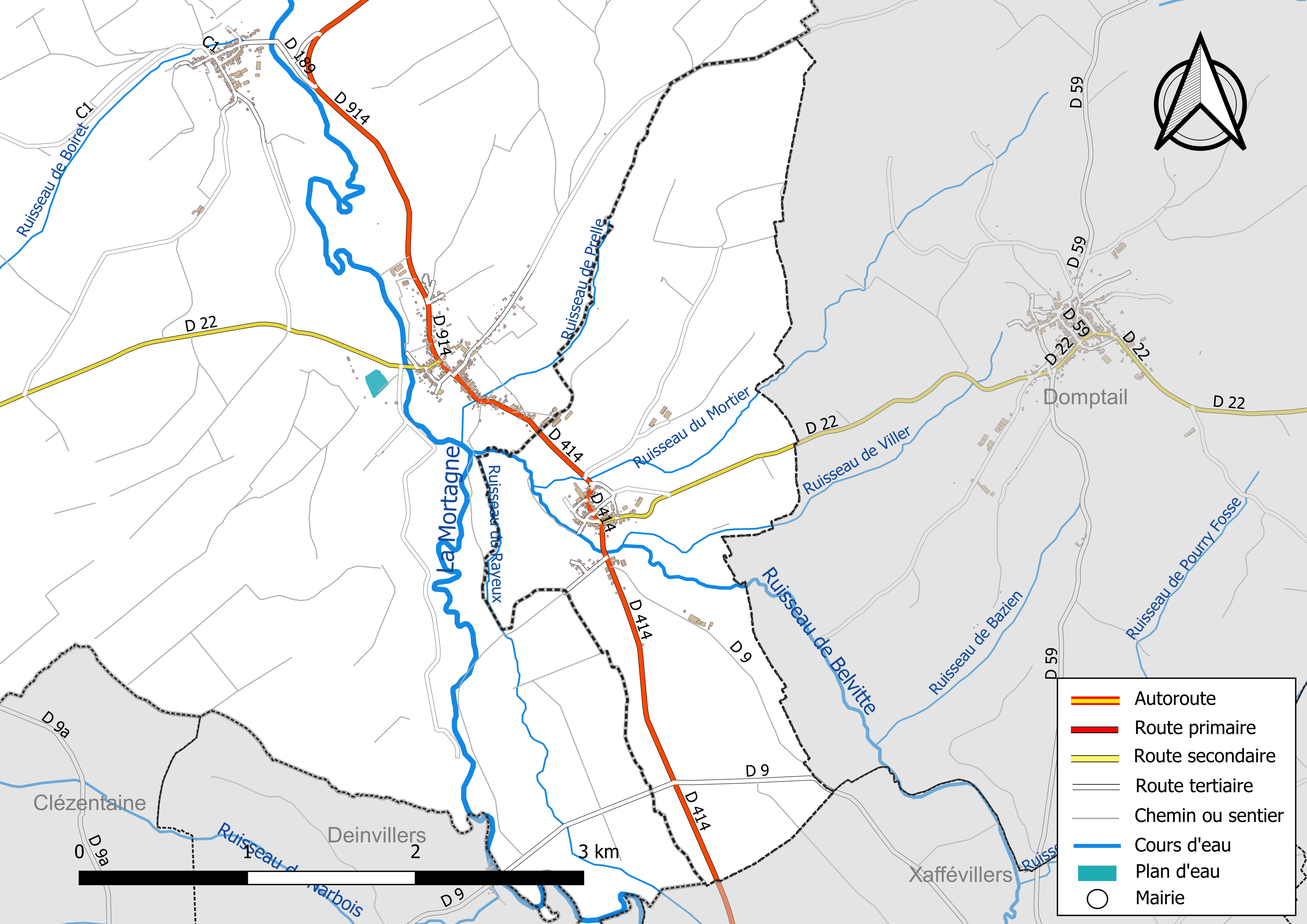
Réseaux hydrographique et routier de Saint-Pierremont.

La qualité des cours d’eau peut être consultée sur un site dédié géré par les agences de l’eau et l’Agence française pour la biodiversité.

### Climat
Pour des articles plus généraux, voir Climat du Grand Est et Climat des Vosges.
En 2010, le climat de la commune est de type climat des marges montargnardes, selon une étude du Centre national de la recherche scientifique s'appuyant sur une série de données couvrant la période 1971-2000. En 2020, Météo-France publie une typologie des climats de la France métropolitaine dans laquelle la commune est exposée à un climat semi-continental et est dans une zone de transition entre les régions climatiques « Lorraine, plateau de Langres, Morvan » et « Vosges ». 
Pour la période 1971-2000, la température annuelle moyenne est de 9,5 °C, avec une amplitude thermique annuelle de 17 °C. Le cumul annuel moyen de précipitations est de 848 mm, avec 11,9 jours de précipitations en janvier et 9,6 jours en juillet. Pour la période 1991-2020, la température moyenne annuelle observée sur la station météorologique de Météo-France la plus proche, « Roville », sur la commune de Roville-aux-Chênes à 6 km à vol d'oiseau, est de 10,3 °C et le cumul annuel moyen de précipitations est de 833,3 mm. 
La température maximale relevée sur cette station est de 40 °C, atteinte le 25 juillet 2019 ; la température minimale est de −24,5 °C, atteinte le 2 janvier 1971,,. 
Les paramètres climatiques de la commune ont été estimés pour le milieu du siècle (2041-2070) selon différents scénarios d'émission de gaz à effet de serre à partir des nouvelles projections climatiques de référence DRIAS-2020. Ils sont consultables sur un site dédié publié par Météo-France en novembre 2022.

## Urbanisme

### Typologie
Au 1er janvier 2024, Saint-Pierremont est catégorisée commune rurale à habitat dispersé, selon la nouvelle grille communale de densité à sept niveaux définie par l'Insee en 2022.
Elle est située hors unité urbaine et hors attraction des villes,.

### Occupation des sols
L'occupation des sols de la commune, telle qu'elle ressort de la base de données européenne d’occupation biophysique des sols Corine Land Cover (CLC), est marquée par l'importance des territoires agricoles (76,9 % en 2018), une proportion identique à celle de 1990 (76,9 %). La répartition détaillée en 2018 est la suivante : 
terres arables (60,4 %), forêts (19,9 %), prairies (11 %), zones agricoles hétérogènes (5,4 %), zones urbanisées (3,3 %). L'évolution de l’occupation des sols de la commune et de ses infrastructures peut être observée sur les différentes représentations cartographiques du territoire : la carte de Cassini (XVIIIe siècle), la carte d'état-major (1820-1866) et les cartes ou photos aériennes de l'IGN pour la période actuelle (1950 à aujourd'hui).

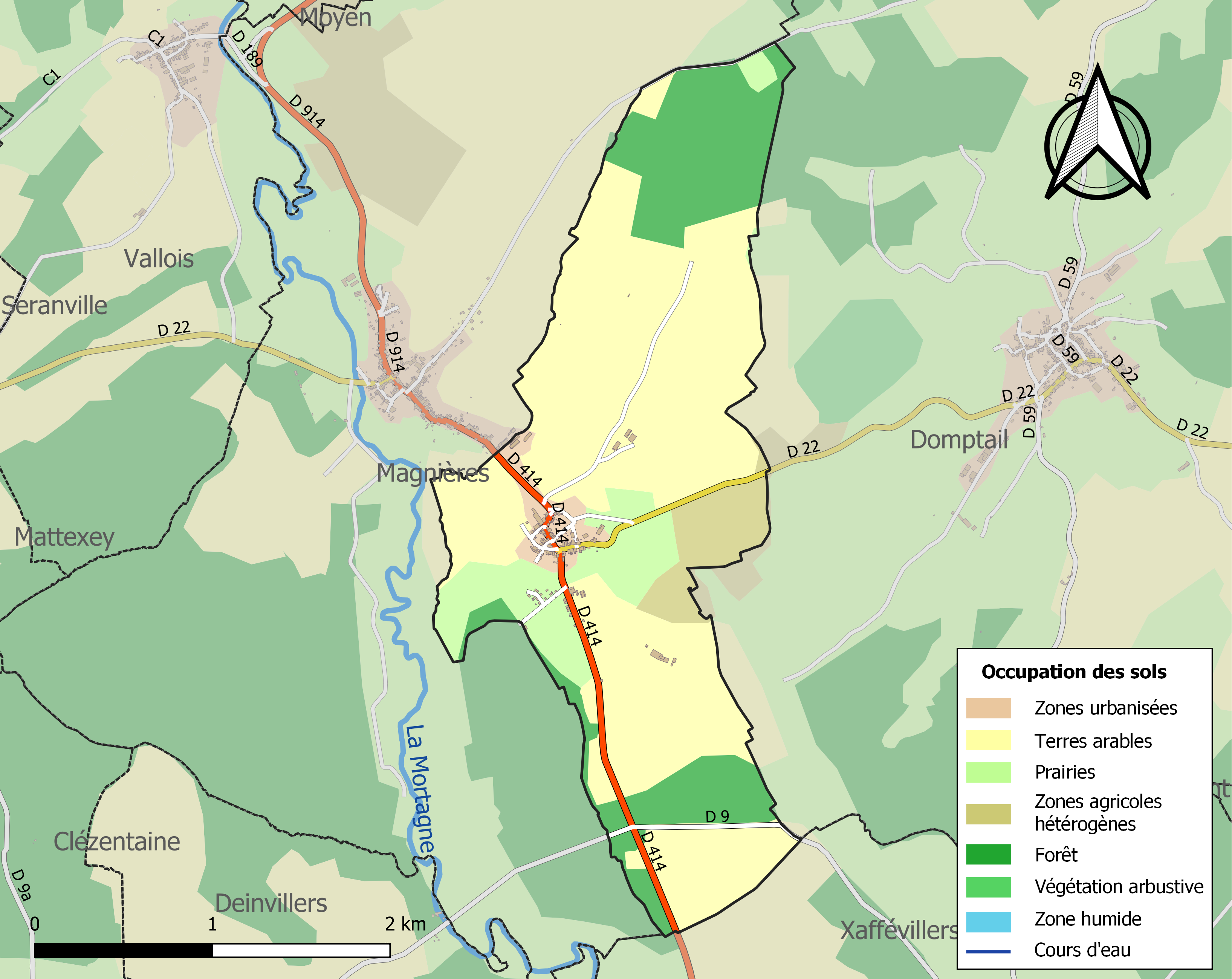
Carte des infrastructures et de l'occupation des sols de la commune en 2018 (CLC).

### Voies de communications et transports

#### Voies routières
- Autoroute A33.

#### Transports en commun
- Fluo Grand Est.

#### Lignes SNCF
- Gare de Chenevières,
- Gare d'Azerailles,
- Gare de Saint-Clément - Laronxe,
- Gare de Baccarat,
- Gare de Bertrichamps.

#### Transports aériens
- L'Aéroport d'Épinal-Mirecourt « Vosges Aéroport ».

À partir de l'été 2021, l’aéroport d’Épinal-Mirecourt est devenu le "pélicandrome" de la Zone Est et servira ainsi de base de ravitaillement et d’intervention pour les avions bombardiers d’eau connus sous le nom de Dash 8.
- Aéroport de Nancy-Essey

## Toponymie
Le nom de la localité est attesté sous les formes Seint Pieremont (1289) ; Villam de Sancti Petrimonte (1355) ; Saint Pierepont (1355) ; Saint Pierremont (1594) ; Saint Piermont (1768).

Saint-Pierremont est un hagiotoponyme faisant référence à l'apôtre Pierre, l'église lui est dédiée.
Pierremont, composé présentant « l'ordre déterminant et le déterminé », le nom du saint sert de déterminant à un nom de site.
Étymologie

## Histoire
La commune a été décorée le 21 octobre 1920 de la croix de guerre 1914-1918. 
Citation commune Ménil sur Belvitte et Saint-Pierremont. « Envahie par les Allemands en août et septembre 1914, ont été en partie détruite par de nombreux bombardements et l’incendie. On fait preuve de la plus courageuse résignation, malgré les pertes subies par leur population. »,.

## Politique et administration

### Liste des maires
| Période                                  | Période  | Identité                 | Étiquette | Qualité              |
| ---------------------------------------- | -------- | ------------------------ | --------- | -------------------- |
| Les données manquantes sont à compléter. |          |                          |           |                      |
| mars 1983                                | mai 2020 | Michel Dupays            |           | Agriculteur retraité |
| mai 2020                                 | En cours | Frédéric Vialet-Chabrand |           | Ancien cadre         |

### Budget et fiscalité 2023

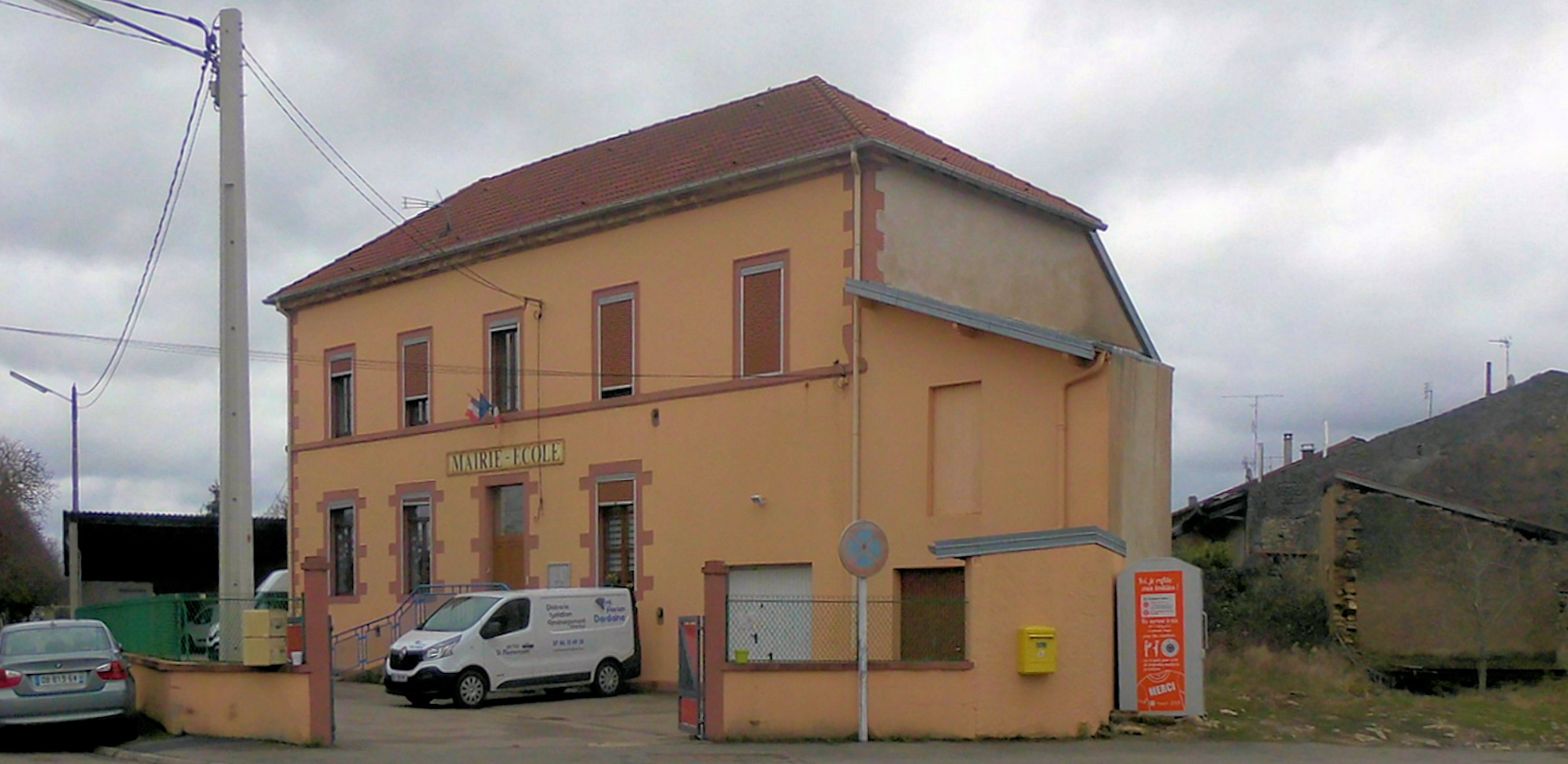
La mairie-école.

En 2023, le budget de la commune était constitué ainsi :
- total des produits de fonctionnement : 115 000 €, soit 743 € par habitant ;
- total des charges de fonctionnement : 84 000 €, soit 543 € par habitant ;
- total des ressources d'investissement : 25 000 €, soit 160 € par habitant ;
- total des emplois d'investissement : 58 000 €, soit 373 € par habitant ;
- endettement : 99 000 €, soit 637 € par habitant.

Avec les taux de fiscalité suivants :
- taxe d'habitation : 17,13 % ;
- taxe foncière sur les propriétés bâties : 34,68 % ;
- taxe foncière sur les propriétés non bâties : 18,44 % ;
- taxe additionnelle à la taxe foncière sur les propriétés non bâties : 0,00 % ;
- cotisation foncière des entreprises : 0,00 %.

Chiffres clés Revenus et pauvreté des ménages en 2021 : médiane en 2021 du revenu disponible, par unité de consommation : 21 090 €.

## Économie

### Entreprises et commerces

#### Commerces
- Commerces et services de proximité[27].

## Population et société

### Démographie

#### Évolution démographique
L'évolution du nombre d'habitants est connue à travers les recensements de la population effectués dans la commune depuis 1793. Pour les communes de moins de 10 000 habitants, une enquête de recensement portant sur toute la population est réalisée tous les cinq ans, les populations de référence des années intermédiaires étant quant à elles estimées par interpolation ou extrapolation. Pour la commune, le premier recensement exhaustif entrant dans le cadre du nouveau dispositif a été réalisé en 2007.

En 2022, la commune comptait 153 habitants, en évolution de −2,55 % par rapport à 2016 (Vosges : −2,96 %, France hors Mayotte : +2,11 %).
| 1793 | 1800 | 1806 | 1821 | 1831 | 1836 | 1841 | 1846 | 1856 |
| ---- | ---- | ---- | ---- | ---- | ---- | ---- | ---- | ---- |
| 228  | 244  | 275  | 306  | 342  | 354  | 345  | 363  | 377  |

| 1861 | 1866 | 1876 | 1881 | 1886 | 1891 | 1896 | 1901 | 1906 |
| ---- | ---- | ---- | ---- | ---- | ---- | ---- | ---- | ---- |
| 353  | 354  | 326  | 319  | 298  | 239  | 259  | 239  | 224  |

| 1911 | 1921 | 1926 | 1931 | 1936 | 1946 | 1954 | 1962 | 1968 |
| ---- | ---- | ---- | ---- | ---- | ---- | ---- | ---- | ---- |
| 223  | 136  | 139  | 140  | 133  | 118  | 149  | 173  | 160  |

| 1975 | 1982 | 1990 | 1999 | 2006 | 2007 | 2012 | 2017 | 2022 |
| ---- | ---- | ---- | ---- | ---- | ---- | ---- | ---- | ---- |
| 147  | 155  | 167  | 162  | 159  | 158  | 163  | 153  | 153  |

### Enseignement
Établissements d'enseignements :
- Écoles maternelles et primaires à Magnières, Domptail, Moyen, Fauconcourt, Gerbéviller, Saint-Maurice-sur-Mortagne, Fontenoy-la-Joûte.
- Collèges à Gerbéviller, Rambervillers, Baccarat, Bénaménil.
- Lycées à Roville-aux-Chênes, Lunéville.

### Santé
Professionnels et établissements de santé :
- Médecins à Magnières, Gerbéviller, Rambervillers, Azerailles, Saint-Clément.
- Pharmacies à Magnières, Gerbéviller, Rambervillers, Saint-Clément, Baccarat.
- Hôpitaux à Rambervillers, Baccarat, Lunéville, Raon-l'Étape.

### Cultes
- Culte catholique, Paroisse Sainte-Libaire-de-Rambervillers[34], Diocèse de Saint-Dié.

## Culture locale et patrimoine

### Lieux et monuments

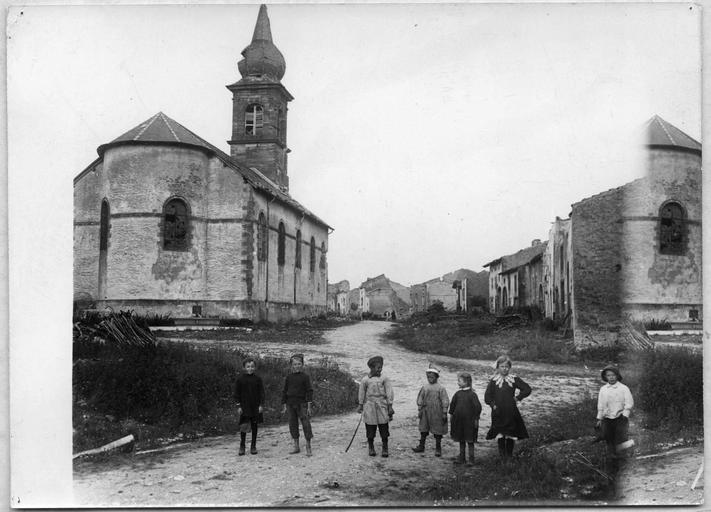
Église : Vue extérieure et groupe d'enfants, le 31 août 1915.
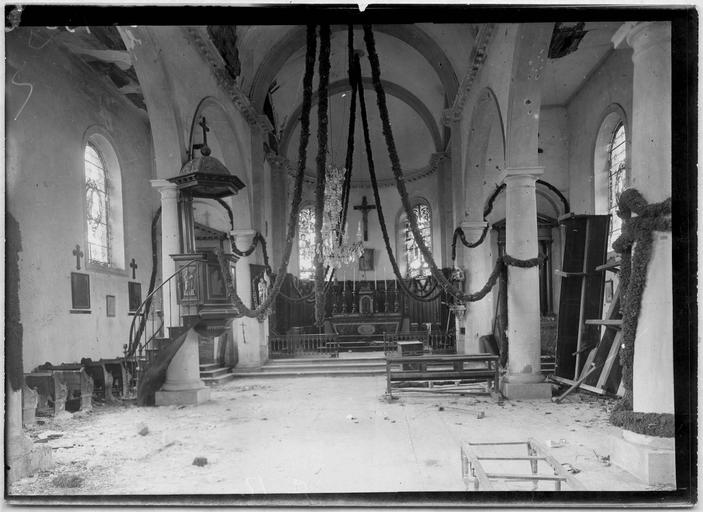
Église : Intérieur de l'église décorée de guirlandes, le 31 août 1915.
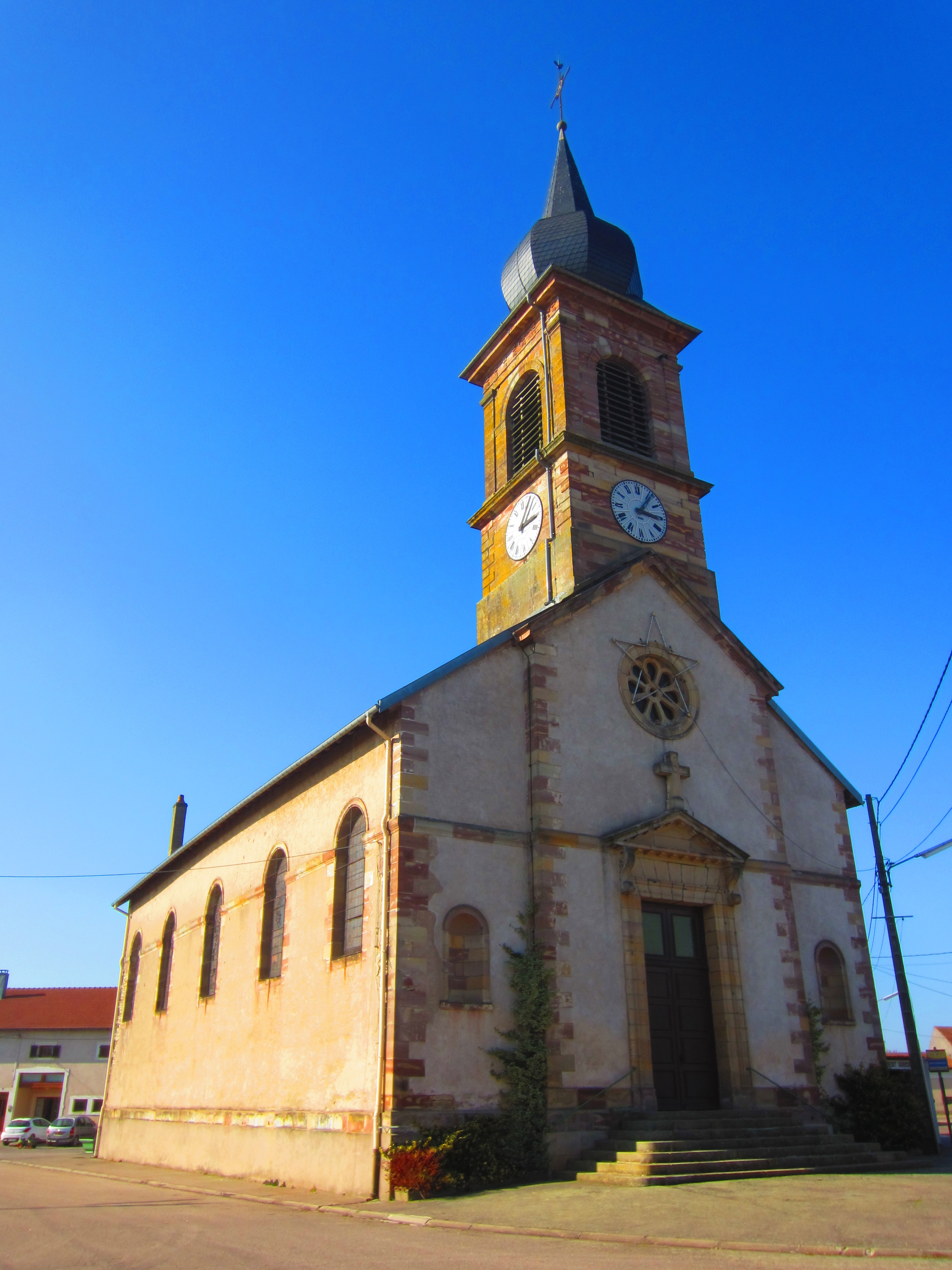
Église Saint-Pierre, le 9 mars 2014.
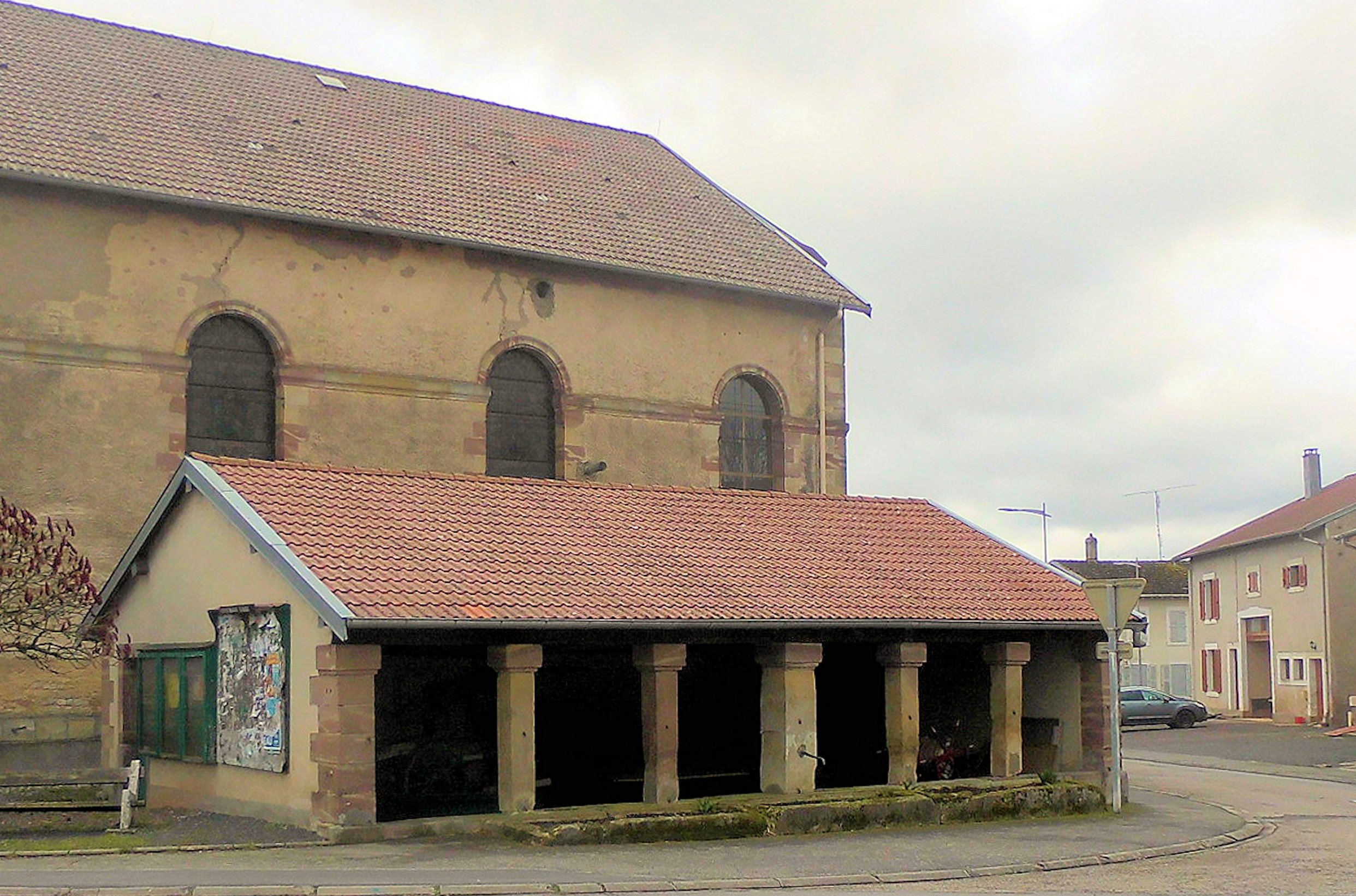
L'ancien lavoir.

- Église Saint-Pierre XIXe siècle[35],[36].
- Monument aux morts, Tableau commémoratif 1914-1918 de l'église, Corps restitué au cimetière communal[37],[38],[39].

Tombe de 500 soldats français près du cimetière.
- Lavoir et pompes à bras[41].

### Personnalités liées à la commune
- Joseph Jacques, Graveur sur cristaux[42].
- Médaillés de Sainte-Hélène[43].

## Pour approfondir